# Bischofswerdaer FV 08
Bischofswerdaer FV 08 is een Duitse voetbalclub uit Bischofswerda, Saksen.

## Geschiedenis
Op 14 juli 1908 werd FC Germania 08 Bischofswerda opgericht. Twee jaar later volgde ook Sportlust 1910 Bischofswerda. Beide clubs fuseerden in 1919 tot SV 08 Bischofswerda. De club was aangesloten bij de Midden-Duitse voetbalbond en speelde in de competitie van Opper-Lausitz. In 1924 promoveerde de club naar de hoogste klasse. In 1928 eindigde de club samen met VfB Kamenz op de laatste plaats en de twee speelden een barrage om het behoud die de club met verve won, het werd 2-6. In 1929 en 1931 eindigde de club op een derde plaats. Na 1933 werd de competitie in Duitsland grondig geherstructureerd. De Gauliga Sachsen werd nu de hoogste klasse en de clubs uit Opper-Lausitz werden hier niet voor geselecteerd. Als vijfde in de stand kwalificeerde de club zich ook niet voor de Bezirksklasse en bleef in de Opper-Lausitzse competitie, die als Kreisklasse nog maar de derde klasse was. Grootste wapenfeit in de vooroorlogse tijd was de overwinning in de voorronde van de Duitse beker in 1942 tegen titelverdediger Dresdner SC.

### DDR-tijd
Na de Tweede Wereldoorlog werden alle Duitse voetbalclubs ontbonden. De club werd heropgericht als SG Bischofswerda. Na de invoering van de BSG’s in 1950 werd het BSG Industrie Bischofswerda. De club speelde jarenlang in de Bezirksklasse (vierde klasse). 1972 zorgde voor een keerpunt in de ontwikkeling: Landmaschinenkombinat Fortschritt werd de sponsor van de club en de naam werd BSG Fortschritt Bischofswerda. De resultaten bleven niet uit en de club promoveerde in 1973 naar de Bezirksliga. Na drie seizoenen stootte de club door naar de DDR-Liga. Nadat de club eerst de degradatie kon vermijden vestigde Fortschritt zich de volgende jaren in de DDR-Liga. Toen de competitie in 1984 van vijf naar twee reeksen ging kwalificeerde de club zich en amper twee jaar later slaagde de club er in om te promoveren naar de DDR-Oberliga.
De club moest meteen vechten tegen degradatie. Fortschritt speelde wel gelijk tegen plaatselijke rivaal Dynamo Dresden en won zelfs met 2:0 van Berliner FC Dynamo, dat voorgaande acht jaar kampioen geworden was. Fortschritt werd laatste, maar toch was de degradatie pas op de laatste speeldag een feit. Het volgende seizoen werd de club vijfde en bereikte de kwartfinale van de FDGB-Pokal waarin Dynamo Berlin de blamage van het vorige seizoen goed maakte. In 1988/89 promoveerde de club opnieuw maar moest ook dit seizoen genoegen nemen met de laatste plaats.

### 1990-heden
Na de Duitse hereniging werden de BSG's ontbonden en werd FV Fortschritt Bischofswerda opgericht dat op 21 mei 1991 de huidige naam aannam. Na het einde van de competitie in Oost-Duitsland ging de club in de Oberliga NOFV-Süd spelen. Na twee top drie plaatsen eindigde de club in 1994 in de betere middenmoot, dit volstond net niet voor kwalificatie voor de heringevoerde Regionalliga die nu als derde klasse dienstdeed. Echter werd de club opgevist door het faillissement van 1. FC Markkleeberg. Na twee seizoenen degradeerde de club naar de Oberliga. De club speelde de volgende seizoenen in de middenmoot tot een degradatie volgde in 2001. Na twee seizoenen in de Landesliga degradeerde de club naar de Bezirksliga. De club kon terugkeren maar degradeerde opnieuw na twee seizoenen. In 2011 promoveerde BFV weer. In 2015 werd de club kampioen van de Sachsenliga en promoveerde zodoende naar de Oberliga. In 2018 promoveerde de club naar de Regionalliga.

## Eindklasseringen vanaf 1973
| Seizoen                       | Competitie            | Niveau | Eindstand | Pokal       | Opmerking                                                                                       |
| ----------------------------- | --------------------- | ------ | --------- | ----------- | ----------------------------------------------------------------------------------------------- |
| BSG Fortschritt Bischofswerda |                       |        |           |             |                                                                                                 |
| 1972/73                       | Bezirksklasse Dresden | IV     | 2         | --          | winnaar promotieserie met Motor Niesky en Lok Pirna                                             |
| 1973/74                       | Bezirksliga Dresden   | III    | 7         | --          |                                                                                                 |
| 1974/75                       | Bezirksliga Dresden   | III    | 7         | --          |                                                                                                 |
| 1975/76                       | Bezirksliga Dresden   | III    | 1         | --          |                                                                                                 |
| 1976/77                       | DDR-Liga Groep D      | II     | 8         | --          |                                                                                                 |
| 1977/78                       | DDR-Liga Groep D      | II     | 6         | 1e ronde    | < ASG Vorwärts Plauen II, 0-0 (1-3 n.s.)                                                        |
| 1978/79                       | DDR-Liga Groep D      | II     | 6         | 1e ronde    | < BSG Wismut Gera, 1-1 (3-4 n.s.)                                                               |
| 1979/80                       | DDR-Liga Groep D      | II     | 6         | tussenronde | < BSG Motor Werdau, 0-4                                                                         |
| 1980/81                       | DDR-Liga Groep D      | II     | 8         | tussenronde | < ASG Vorwärts Dessau, 2-3                                                                      |
| 1981/82                       | DDR-Liga Groep D      | II     | 5         | tussenronde | < BSG Aktivist Schwarze Pumpe Hoyerswerda, 1-2 n.v.                                             |
| 1982/83                       | DDR-Liga Groep D      | II     | 6         | tussenronde | < Energie Cottbus, 0-4                                                                          |
| 1983/84                       | DDR-Liga Groep D      | II     | 4         | tussenronde | < BSG Motor Babelsberg, 3-5; gekwalificeerd voor tweeklassig DDR-Liga                           |
| 1984/85                       | DDR-Liga Groep B      | II     | 4         | 2e ronde    | < BSG Stahl Riesa, 0-6                                                                          |
| 1985/86                       | DDR-Liga Groep B      | II     | 1         | 2e ronde    | < FC Karl-Marx-Stadt, 1-2                                                                       |
| 1986/87                       | DDR-Oberliga          | I      | 12        | 1e ronde    | < Stahl Eisenhüttenstadt, 1-3                                                                   |
| 1987/88                       | DDR-Liga Groep B      | II     | 5         | kwartfinale | < BFC Dynamo, 0-1                                                                               |
| 1988/89                       | DDR-Liga Groep B      | II     | 1         | 2e ronde    | < Motor Ludwigsfelde, 0-1                                                                       |
| 1989/90                       | DDR-Oberliga          | I      | 14        | 1e ronde    | < FC Vorwärts Frankfurt/Oder, 1-3                                                               |
| 1990/91                       | NOFV-Liga             | II     | 15        | 2e ronde    | < FC Carl Zeiss Jena, 1-2                                                                       |
| Bischofswerdaer FV 08         |                       |        |           |             |                                                                                                 |
| 1991/92                       | Oberliga Nordost-Süd  | III    | 3         | --          | winnaar Sachsenpokal > FSV Hoyerswerda, 2-0                                                     |
| 1992/93                       | Oberliga Nordost-Süd  | III    | 2         | 2e ronde    | < Karlsruher SC, 0-1 n.v.; 3e in promotieserie met 1. FC Union Berlin en Tennis Borussia Berlin |
| 1993/94                       | Oberliga Nordost-Süd  | III    | 5         | --          | gekwalificeerd voor nieuwe Regionalliga Nordost                                                 |
| 1994/95                       | Regionalliga Nordost  | III    | 12        | --          |                                                                                                 |
| 1995/96                       | Regionalliga Nordost  | III    | 16        | --          |                                                                                                 |
| 1996/97                       | Oberliga Nordost-Süd  | IV     | 10        | --          |                                                                                                 |
| 1997/98                       | Oberliga Nordost-Süd  | IV     | 4         | --          |                                                                                                 |
| 1998/99                       | Oberliga Nordost-Süd  | IV     | 5         | --          |                                                                                                 |
| 1999/00                       | Oberliga Nordost-Süd  | IV     | 5         | --          |                                                                                                 |
| 2000/01                       | Oberliga Nordost-Süd  | IV     | 17        | --          |                                                                                                 |
| 2001/02                       | Sachsenliga           | V      | 6         | --          |                                                                                                 |
| 2002/03                       | Sachsenliga           | V      | 15        | --          |                                                                                                 |
| 2003/04                       | Bezirksliga Dresden   | VI     | 1         | --          | winnaar Bezirkspokal > Heidenauer SV                                                            |
| 2004/05                       | Sachsenliga           | V      | 9         | --          |                                                                                                 |
| 2005/06                       | Sachsenliga           | V      | 14        | --          |                                                                                                 |
| 2006/07                       | Bezirksliga Dresden   | VI     | 2         | --          |                                                                                                 |
| 2007/08                       | Bezirksliga Dresden   | VI     | 11        | --          |                                                                                                 |
| 2008/09                       | Bezirksliga Dresden   | VII    | 8         | --          | invoering 3. Liga                                                                               |
| 2009/10                       | Bezirksliga Dresden   | VII    | 3         | --          |                                                                                                 |
| 2010/11                       | Bezirksliga Dresden   | VII    | 1         | --          |                                                                                                 |
| 2011/12                       | Sachsenliga           | VI     | 9         | --          |                                                                                                 |
| 2012/13                       | Sachsenliga           | VI     | 8         | --          |                                                                                                 |
| 2013/14                       | Sachsenliga           | VI     | 7         | --          |                                                                                                 |
| 2014/15                       | Sachsenliga           | VI     | 1         | --          |                                                                                                 |
| 2015/16                       | Oberliga Nordost-Süd  | V      | 3         | --          |                                                                                                 |
| 2016/17                       | Oberliga Nordost-Süd  | V      | 3         | --          |                                                                                                 |
| 2017/18                       | Oberliga Nordost-Süd  | V      | 1         | --          |                                                                                                 |
| 2018/19                       | Regionalliga Nordost  | IV     | 16        | --          |                                                                                                 |
| 2019/20                       | Regionalliga Nordost  | IV     | 17        | --          | competitie afgebroken i.v.m. coronapandemie                                                     |
| 2020/21                       | Regionalliga Nordost  | IV     | 20        | --          | competitie afgebroken i.v.m. coronapandemie                                                     |
| 2021/22                       | Oberliga Nordost-Süd  | V      | 10        | --          |                                                                                                 |
| 2022/23                       | Oberliga Nordost-Süd  | V      | 3         | --          |                                                                                                 |
| 2023/24                       | Oberliga Nordost-Süd  | V      | 1         | --          | Ziet af van promotie naar de Regionalliga                                                       |
| 2024/25                       | Oberliga Nordost-Süd  | V      | 8         | --          |                                                                                                 |
| 2025/26                       | Oberliga Nordost-Süd  | V      | .         | --          |                                                                                                 |